# Alessandro Safina
Alessandro Safina (Siena, 1963. október 14. –) olasz operaénekes.
Előadásaiban és lemezein a klasszikus zenét popzenével ötvözi. Két albuma jelent meg idáig: Alessandro Safina (2001) és a La Musica di Te (2003). Zeneszerzője Romano Musumarra, aki többek között Ray Charles, Luciano Pavarotti, Alain Delon és Céline Dion albumain közreműködött.
2001-ben Ewan McGregor társaságában énekelte el Elton John Your Song című dalát a Moulin Rouge! című film számára. Ugyanebben az évben Only You című koncertjét felvételről sugározta az amerikai PBS hálózat, két évvel később pedig DVDn is megjelent.